# Kesselbrink

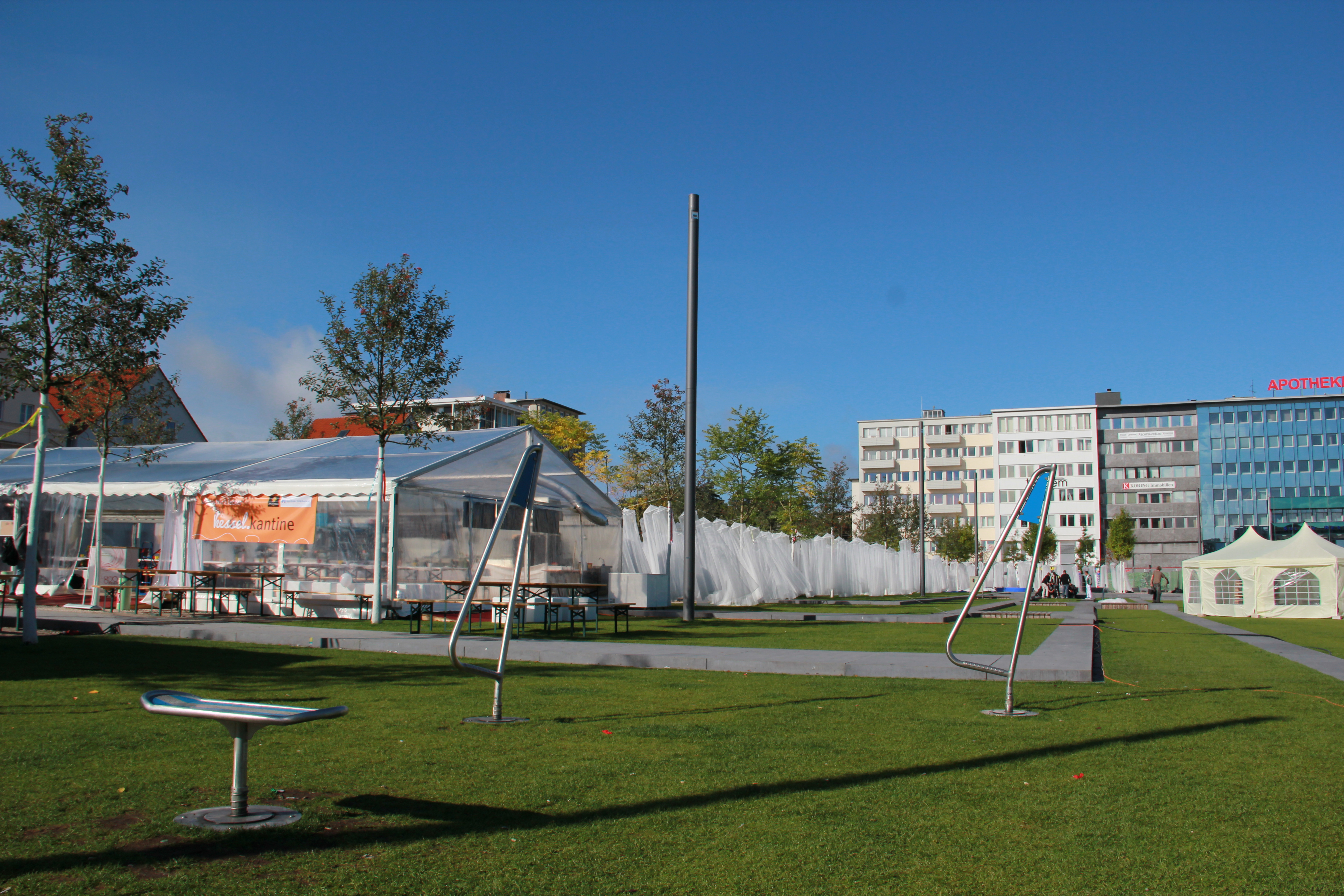
Der Kesselbrink im Jahr 2013 nach der Umgestaltung

Der Kesselbrink ist ein zentraler Platz in Bielefeld. Er befindet sich im Nordosten der Innenstadt unweit des Jahnplatzes.

## Geschichte

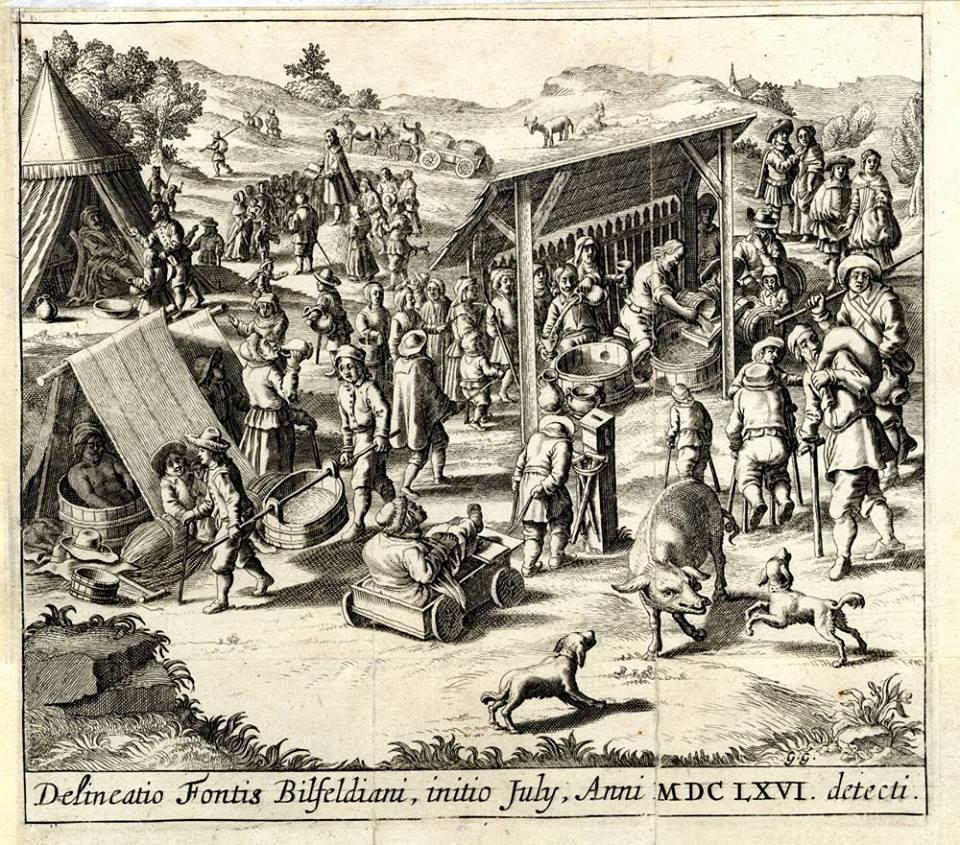
Im Jahr 1666 wurde auf dem heutigen Kesselbrink eine Heilquelle entdeckt.

Der in ca. 2 Hektar große Platz diente zunächst als Viehweide. Jedes Mitglied der Bürgerschaft war verpflichtet, mindestens ein Tier zu halten, um Dung für den Pflanzenbau zu bekommen. So entstand der heutige Name, der sich von Köttelbrink ableitet. Überregionale Bedeutung erhielt der Platz nach der Entdeckung einer Heilquelle im Jahre 1666, die jedoch schnell versiegte. Als Bielefeld 1713 Garnisonsstadt wurde, diente der Kesselbrink als Exerzierplatz, blieb aber im Besitz der Bürgerschaft.
Durch die zunehmende Industrialisierung und damit einhergehendem Bevölkerungswachstum wurde der Platz bald Zentrum der Stadt. Die erste 1884 errichtete Turnhalle Bielefelds befand sich an der Ecke Kesselbrink/Heeper Straße. Fortan fanden hier Volksfeste und Zirkusvorstellungen statt. Hinzu kamen 1905 die ersten Fußballspiele von Arminia Bielefeld.
Erste Pläne zur Bebauung gab es in den 1920er Jahren. Eine Bibliothek, ein Haus der Erziehung, Kunst und Wohlfahrt waren vorgesehen, wurden aufgrund der einsetzenden Wirtschaftskrise aber nicht realisiert. Stattdessen gestalteten ihn 1926 Arbeitslose in einen Park um.

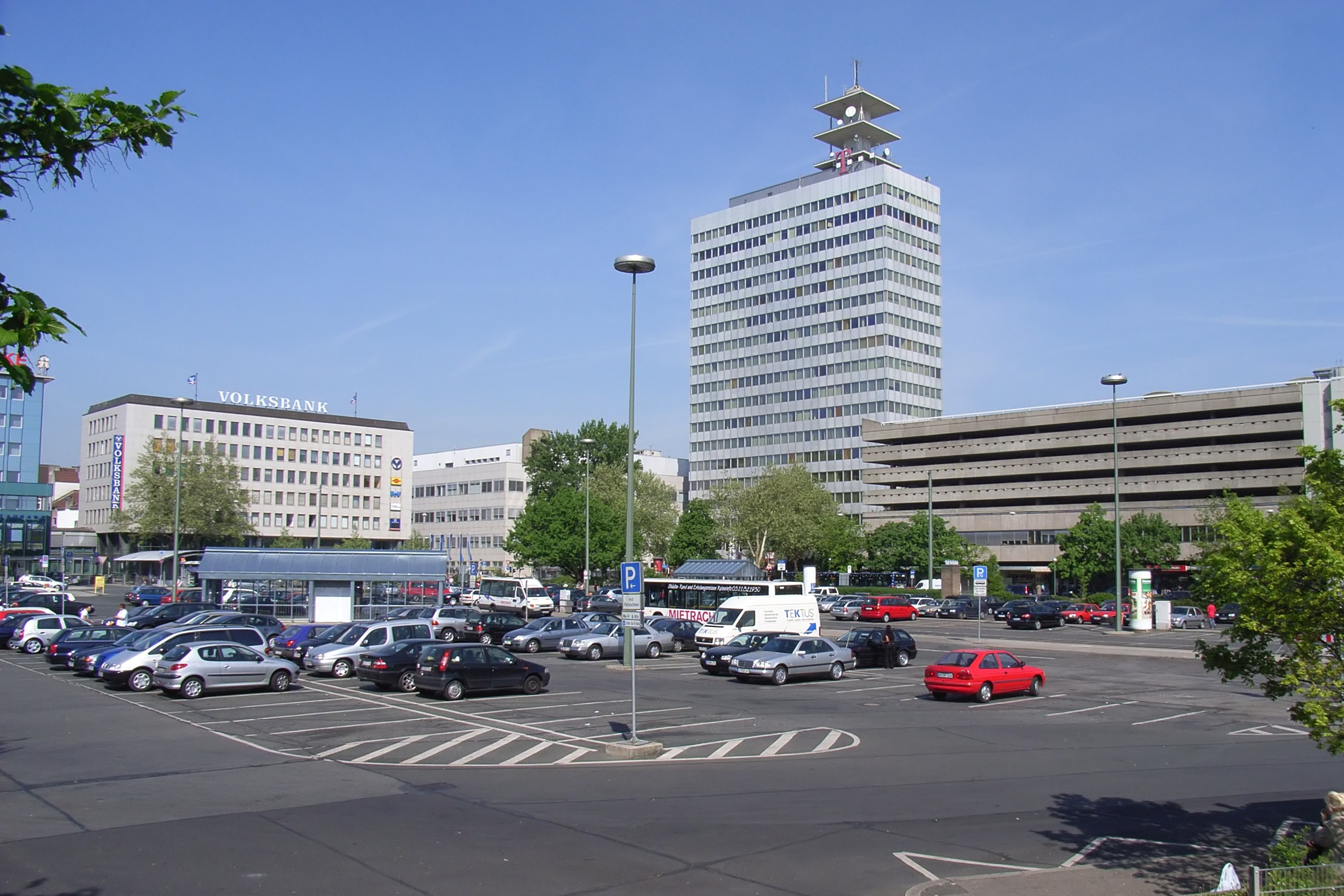
Der Kesselbrink wurde seit dem Zweiten Weltkrieg bis zu seiner Sanierung im Jahr 2011 als Parkplatz und Busbahnhof genutzt (Nordwest-Blick im April 2007)

Im Nationalsozialismus wurde der Platz als Paradeplatz genutzt. In den Jahren 1941 und 1942 wurden Juden, Homosexuelle und andere von den Nationalsozialisten unerwünschte Personen in der Kyffhäuser-Gaststätte gesammelt, ehe sie deportiert wurden. Heute erinnert eine Gedenktafel am Hauptbahnhof namentlich an die Opfer.
Nach dem Krieg war der Platz lange Zeit unbefestigter Parkplatz. 1960/61 wurde mit dem Bau der damals größten Tiefgarage Deutschlands und dem Bau der Polizeidirektion begonnen. Nach rund fünfjähriger Bauzeit konnten die Tiefgarage und ab April 1965 ein darauf errichteter zentraler Omnibusbahnhof für den damals gut ausgebauten Überlandbusverkehr genutzt werden. Von den 17 Bussteigen fuhren Linienbusse u. a. nach Osnabrück, Münster, Detmold und Paderborn. Das höchste Gebäude Bielefelds, das 18-stöckige Fernmeldehochhaus, wurde 1974 fertiggestellt.
Erneute Planungen zu einer Umgestaltung des Platzes gab es Ende der 1980er Jahre, die jedoch nie umgesetzt wurden. Bis Oktober 1986 fuhr die Straßenbahn Linie 3 am Kesselbrink vorbei. In den 1990er Jahren wurde der regionale Busbahnhof zum Hauptbahnhof verlegt. Am Rande des Platzes war durch den Abriss des baufällig gewordenen und asbestbelasteten Hallenbades eine große Freifläche entstanden, die einige Jahre ungenutzt blieb. Mittlerweile wurde dort ein neues Gebäude mit Büro- und Wohneinheiten errichtet.
Der Platz wird heute im Bielefelder Nahverkehr von zahlreichen Buslinien bedient, ist Endpunkt der Stadtbuslinie 28 der moBiel und ca. 200 m von der Stadtbahn-Haltestelle Jahnplatz entfernt.
Auf dem Kesselbrink wird samstags der Bielefelder Hauptmarkt durchgeführt.

## Planungen und Neugestaltung

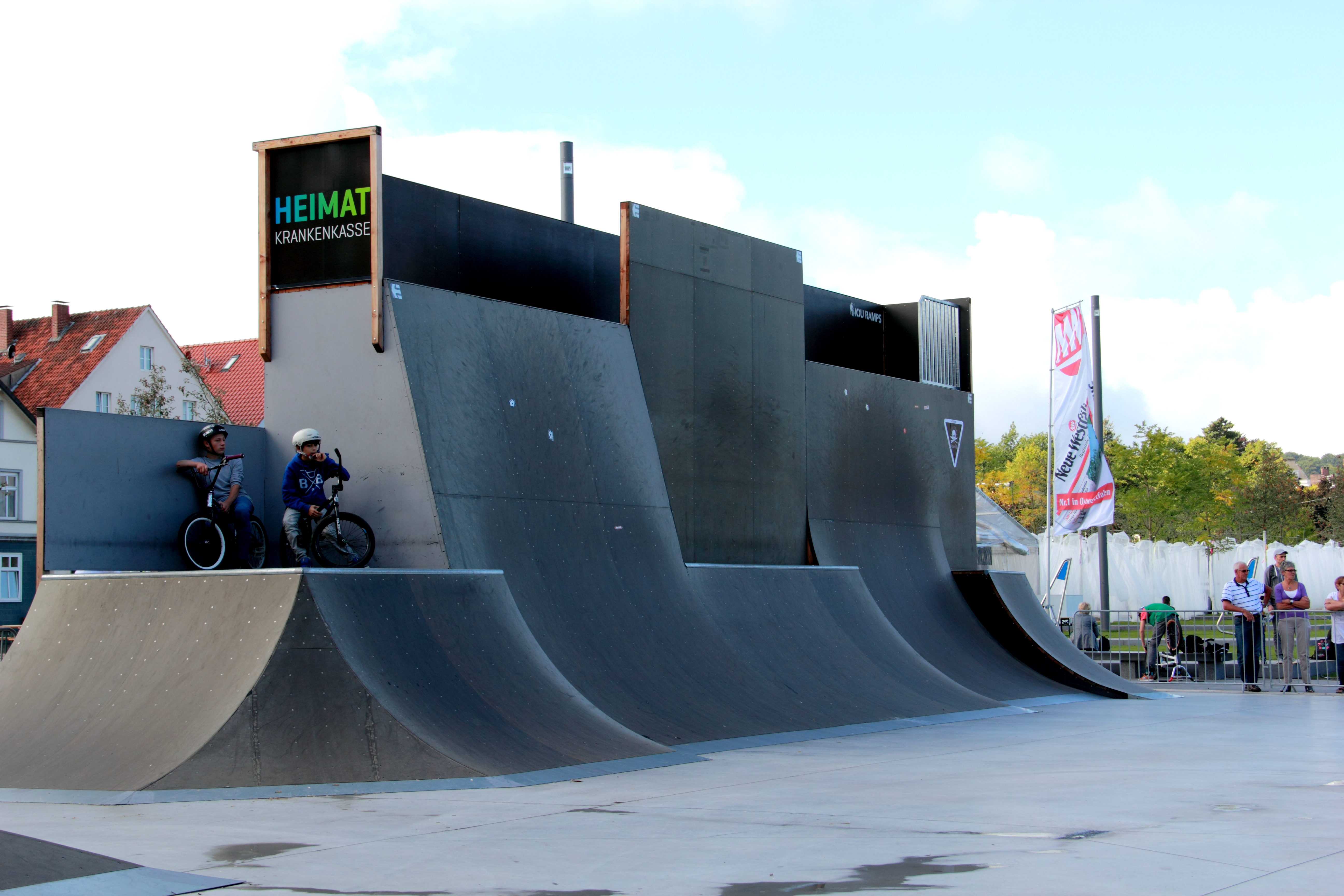
Eine der neuen Rampen des Bike- und Skateparks Kesselbrink

Im Rahmen der Agenda 21 sowie des Bielefelder Förderprogramms Stadtumbau West wurde der Platz umgestaltet, dafür waren 1,6 Millionen Euro für die Aufwertung des Platzes sowie die Sanierung der baufälligen Tiefgarage vorgesehen. Planungen, auf dem Kesselbrink eine Senioren- oder Funsportanlage zu errichten, wurden verworfen.
Zunächst wurde im April 2010 eine Machbarkeitsstudie erstellt, welche die Ergebnisse eines öffentlichen Diskussionsprozesses und die einer Verkehrsuntersuchung der anliegenden Straßen zusammenführt und Empfehlungen für eine Neugestaltung gab. Im Juli 2010 wurde ein Wettbewerb zur Neugestaltung des Kesselbrinks ausgerufen, dessen Sieger eine Arbeitsgemeinschaft von Berliner Architekten und Ingenieuren war. Als Vorbereitung auf die Umgestaltung fand bereits im Herbst 2010 der Abriss der Pavillons statt. Die Neugestaltung begann im Herbst 2011. Dazu wurde zunächst die in die Jahre gekommene und baufällige Tiefgarage saniert. Anschließend begann die Umsetzung des Siegerentwurfes, welcher einen geometrischen Park mit Baumreihen und einem Rasenplateau vorsah. Des Weiteren beinhaltet der Siegerentwurf Sitzplatten in der Form von Tuchrollen, welche den Bezug zur ehemaligen Leineweberstadt Bielefeld darstellen sollen, sowie Kinderspielzeuge, ein Wasserspiel und einen Café-Pavillon. In der Mitte wurde eine gepflasterte Mehrzweckfläche geschaffen, auf welcher der Wochenmarkt stattfindet. Die bereits vor der Neugestaltung vorhandene Skateranlage wurde komplett abgerissen und neu wieder aufgebaut. Das im Entwurf vorgesehene Café war zwar Teil des Entwurfes, aber nicht des Finanzierungsplanes. Die Bielefelder Baugenossenschaft BGW kündigte an als Investor aufzutreten, sofern ein Betreiber gefunden werde, der die Kosten für Pacht und Innenausstattung übernimmt. Als Pächter konnte ein bekannter Bielefelder Gastronom gefunden werden, der bereits einige Restaurants in der Stadt führt. Die Eröffnung des Pavillons mit seiner deutschlandweit einmaligen Efeu-Fassade fand im Herbst 2014 statt. Der neue Kesselbrink wurde im Juni 2013 fertiggestellt und ist nun für die Öffentlichkeit freigegeben. Im Rahmen des NRW-weiten „Innenstadttages 2013 – Ab in die Mitte“ wurde der neue Kesselbrink im September 2013 feierlich eröffnet. Mit dem Beitrag „unglaublich.kesselbrink: vom UnOrt zum InOrt“ setzte sich die Stadt Bielefeld im landesweiten Wettbewerb als einer von 38 Bewerbern durch und zählt damit zu den 12 Gastgeberstädten. Die Straßenzüge um den Kesselbrink herum wurden anschließend bis zum Jahr 2014, pünktlich zur 800-Jahr-Feier der Stadt Bielefeld, ebenfalls saniert.

2019 begann an Stelle der Rasenfläche der Bau einer Calisthenics-Anlage, welche im Sommer 2019 eröffnet werden soll, und wofür Kosten in Höhe von 895.000 Euro veranschlagt wurden.

## Schwierigkeiten
Auch wenn der neue Kesselbrink bezüglich des Skateparks und als Veranstaltungsort gut angenommen wurde, brachte das Gesamtkonzept seiner Nutzung schnell Probleme mit sich.
Der erste Pächter des Cafés musste bereits im Juni 2015 Insolvenz anmelden, eine Nachfolge gestaltete sich schwierig, es folgten weiter wechselnde Konzepte, bis 2017 eine Restaurantkette mit japanischer Küche einzog, welche sich dort 2019 in zwei Betriebe aufspaltete.
Auch gibt es Schwierigkeiten bei der Ausstattung und Pflege, 2019 beim Bau der Calisthenics-Anlage, welche den problematischen Rasen ersetzte, sowie teilweise mit Drogen und Vandalismus.
Im Februar 2016 werden zur Verbesserung der Situation weitere Investitionen sowie eine stärkere Präsenz der Stadtwache angekündigt. Zudem wird mittelfristig auf positive Effekte durch die strukturellen Änderungen rund um den Kesselbrink gehofft.

## Skatepark

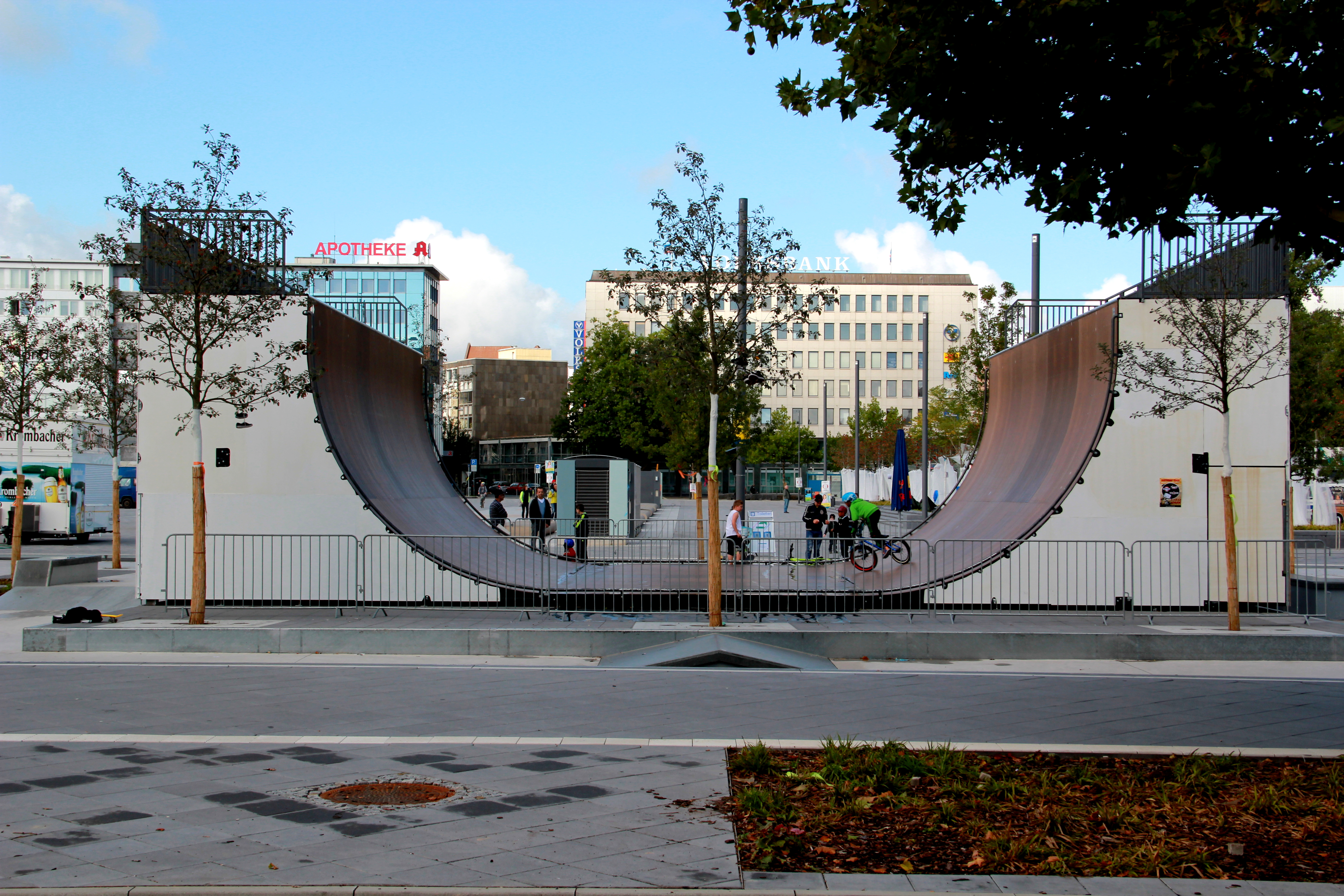
Die neue Vert des Bike- und Skateparks Kesselbrink

Der neugestaltete und vergrößerte Skatepark wurde im Frühjahr 2013 an der Ostseite des neugestalteten Kesselbrinks eröffnet und ist mit der Eröffnung die größte innerstädtische Skateanlage Deutschlands. Zusammen mit dem Skatepark eröffnete eine dem Kesselbrink gegenüber gelegenen Skatekneipe (das Gegenüber) sowie ein Skateshop (Woody’s), welcher allerdings bereits im Mai 2015 seine Schließung ankündigte und dort nun nicht mehr existiert. Der Kesselbrink soll sich damit zu einem Treffpunkt der regionalen Skateszene entwickeln. Betrieben wird die neue Anlage vom Sportverein TSVE 1860 Bielefeld, des Weiteren sollen dort zukünftig internationale Wettbewerbe stattfinden.